# Eptatretus astrolabium
Eptatretus astrolabium är en ryggsträngsdjursart som beskrevs av Bo Fernholm och Mincarone 20. Eptatretus astrolabium ingår i släktet Eptatretus och familjen pirålar. IUCN kategoriserar arten globalt som otillräckligt studerad. Inga underarter finns listade i Catalogue of Life.